# 예취안전
예취안전(중국어: 葉全真, 병음: Yè Quánzhēn, 한자음: 섭전진, 2001년 5월 22일 ~ )은 중화민국의 배우이다. 본명은 자오원쥔(중국어: 趙文君, 병음: Zhào Wénjūn, 한자음: 조문군)이다.